# Liste des codes OACI des aéroports/M
Pour un article plus général, voir Liste des codes OACI des aéroports.
- A
- B
- C
- D
- E
- F
- G
- H
- I
- J
- K
- L
- M
- N
- O
- P
- Q
- R
- S
- T
- U
- V
- W
- X
- Y
- Z

Format des données :
- Code OACI (code AITA) – Nom de l'aérodrome – Ville desservie (province) – Altitude aérodrome – Nombre de pistes (remarques)

## MD
République dominicaine
Voir aussi Liste des aéroports dominicains ou Catégorie:Aéroport dominicain
- MDAB : Aéroport international Arroyo Barril – Samaná (Samaná) – 35 m alt – 1 piste
- MDBH (BRX) : Aéroport international María-Montez, Barahona (Barahona) - 3 m alt – 1 piste
- MDCR (CBJ) : Aéroport de Cabo Rojo – Pedernales (Pedernales) – 80 m alt – 1 piste
- MDCZ (COZ) – Aéroport 14 de Junio de Constanza  – Constanza (La Vega) – 1 205 m alt – 1 piste
- MDDJ – Aéroport de Dajabón – Dajabón (Dajabón) – 170 m alt – 1 piste
- MDCY (AZS) – Aéroport international El Catey (Profesor Juan Bosch) – Sánchez (Samaná) – 3 m alt – 1 piste (ouvert le 3 novembre 2006)
- MDHE (HEX) – Aéroport international de Herrera – Saint-Domingue (Distrito Nacional) – 30 m alt – 1 piste (fermé en février 2006)
- MDJB       – Aéroport international La Isabela (Dr. Joaquín Balaguer Ricardo)) – Saint-Domingue (Santo Domingo) – 9 m alt – 1 piste (ouvert en février 2006)
- MDLR (LRM) – Aéroport international Casa de Campo – La Romana (La Romana) – 73 m alt – 1 piste
- MDMC – Aérodrome Osvaldo Virgil  – Monte Cristi (Monte Cristi) – 35 m alt – 1 piste (rouvert le 16 décembre 2006)
- MDPC (PUJ) – Aéroport international Punta Cana – Higüey (La Altagracia) – 14 m alt – 1 piste
- MDPO (EPS) – Aéroport d'El Portillo – Las Terrenas (Samaná) – 8 m alt – 1 piste
- MDPP (POP) – Aéroport international Gregorio-Luperón – Puerto Plata (Puerto Plata) – 5 m alt – 1 piste
- MDSD (SDQ) – Aéroport international Las Américas (Dr. José Francisco Peña Gómez) – Punta Caucedo (Santo Domingo) – 18 m alt – 1 piste
- MDSI       – Base aérienne de San Isidro – San Isidro (Santo Domingo) – 34 m alt – 1 piste (militaire)
- MDST (STI) – Aéroport international du Cibao – Santiago (Santiago) – 172 m alt – 1 piste
- ? – Aéroport Cueva de las Maravillas – San Pedro de Macorís (San Pedro de Macorís) – ? m alt – 1 piste (inauguré le 8 février 2008 mais pas encore référencé par l'Aviation Civile[1])

## MG
Guatemala :
- MGGT : Aéroport international La Aurora, Guatemala city

## MH
Honduras :
- MHLM : Aéroport international Ramón-Villeda-Morales, San Pedro Sula

## MK
Jamaïque :
- MKJP : Aéroport international Norman Manley de Kingston, Kingston,
- MKJS : Aéroport international Donald Sangster, Montego Bay,
- MKTP : Aérodrome Tinson Pen, Kingston

## MM
Mexique :
- MMAA : Aéroport international d'Acapulco
- MMMX : Aéroport international de Mexico
- MMMY : Aéroport international de Monterrey
- MMPB : Aéroport international de Puebla

## MN
Nicaragua :
- MNMG : Aéroport international de Managua

## MP
Panamá :
- MPTO : Aéroport international de Tocumen

## MR
Costa Rica :
- MROC : Aéroport international Juan Santamaría de San José

## MS
Salvador :
- MSLP : Aéroport international de San Salvador

## MT
Haïti :
- MTCA : Aéroport des Cayes, Les Cayes
- MTCH : Aéroport International de Chavez Hugo, Cap-Haitien
- MTJA : Aéroport de Jacmel, Jacmel
- MTJE : Aéroport de Jérémie, Jérémie
- MTPP : Aéroport international Toussaint Louverture, Port-au-Prince
- MTPX : Aéroport de Port-de-Paix, Port-de-Paix

## MU
Cuba :
- MUHA : Aéroport International José Martí, La Havane,

## MW
Îles Caïmans :

## MY
Bahamas :
- MYBS : Aéroport international de South Bimini,

## MZ
Belize :
- MZBZ : Aéroport international Philip S. W. Goldson, Belize City,

1. ↑  (es) L'inauguration de l'aérodrome Cueva de Las Maravillas